# Backlash 2001
Backlash 2001 was een professioneel-worstel-pay-per-viewevenement dat geproduceerd werd door World Wrestling Federation (WWF). Dit evenement was de derde editie van Backlash en vond plaats in het Allstate Arena in Rosemont (Illinois) op 29 april 2001.
De hoofd wedstrijd was een tag team match tussen de kampioenen Brothers of Destruction en The Power Trip voor het WWF Tag Team Championship. The Power Trip wonnen de match en werden de nieuwe WWF Tag Team Kampioenen

## Wedstrijden
| Nr.                                                                          | Match | Winnaar(s)          |
| ---------------------------------------------------------------------------- | --- | ------------------- |
| -                                                                            | Crash Holly (c) vs. Jerry Lynn in een één-op-één match voor het WWF Light Heavyweight Championship            | Jerry Lynn (nc)     |
| 1                                                                            | Molly Holly vs. Lita in een één-op-één match                                                                  | Lita                |
| 2                                                                            | X-Factor vs. Dudley Boyz in een Six-man tag team match                                                        | X-Factor            |
| 3                                                                            | Rhyno (c) vs. Raven in een Hardcore match voor het WWF Hardcore Championship                                  | Rhyno (c)           |
| 4                                                                            | William Regal vs. Chris Jericho in een Duchess of Queensbury Rules match                                      | William Regal       |
| 5                                                                            | Chris Benoit vs. Kurt Angle in een Submission match                                                           | Chris Benoit        |
| 6                                                                            | Shane McMahon vs. The Big Show in een Last Man Standing match                                                 | Shane McMahon       |
| 7                                                                            | Matt Hardy (c) vs. Christian vs. Eddie Guerrero in een Triple Threat match voor het WWF European Championship | Matt Hardy (c)      |
| 8                                                                            | Brothers of Destruction (c) vs. The Power Trip in een tag team match voor het WWF Tag Team Championship       | The Power Trip (nc) |
| (c) huidige kampioen voor en na de match \| (nc) nieuwe kampioen na de match | |                     |